# Fiat Ritmo
Fiat Ritmo — семейный автомобиль, выпускавшийся компанией Fiat с 1978 по 1988 год.
Автомобиль был спроектирован итальянской дизайнерской компанией Gruppo Bertone, и на Туринском автосалоне в 1978 году, когда публике был представлен автомобиль, многие посчитали его одним из самых интересных небольших семейных автомобилей. В 1979 году автомобиль занял второе место в конкурсе Европейский автомобиль года. В Великобританию, Канаду и США автомобиль поставлялся под названием Fiat Strada. Всего произведено около 1 790 000 автомобилей.

## История производства
Разработка автомобиля опиралась во многом на технические решения, использованные при производстве Fiat 128, который находился в производстве до 1984 года. Будучи более дешёвым, чем сравнимые модели от компаний Ford и Renault, Ritmo представлял большой интерес для покупателей и за пределами родных для него Италии и Испании. Автомобиль оснащался бензиновыми двигателями на выбор: объёмом 1,1 л, мощностью 60 л. с., 1,3 л, мощностью 65 л. с. и 1,5 л, мощностью 75 л. с. Двигатели были в меру экономичными, однако они были немного слабоваты для автомобиля такого размера. В 1980 году появился ещё один двигатель — дизельный — объёмом 1,714 л, мощностью 55 л. с.
В 1981 году был представлен автомобиль Ritmo Super (машины, поставлявшиеся в Великобританию, назывались Superstrada). Он являлся немного модифицированной версией, и что самое значительное, оснащался новыми двигателями: 1,3 л мощностью 75 л.с и 1,5 л 85 л.с. С последним автомобиль был способен достичь 163 км/ч и разогнаться до ста за 12,2 секунды. Также в 1981 году была представлена и спортивная модификация — 105TC. На ней стоял  8-клапанный двигатель с двумя распредвалами, объёмом 1585 см³, на основе двигателей семейства Fiat 131 и 132, мощностью 105 л. с.
Технологически самым важным в производстве Ritmo был не сам автомобиль, а новый способ конвейерного производства, освоенный компанией Fiat: сборка автомобиля практически на всех этапах осуществлялась с помощью роботов, что отражал в себе и рекламный слоган автомобиля «Handbuilt by robots» (Сделано вручную роботами).